# Синьков Анатолій Іванович
Анатолій Іванович Синьков (рос. Анатолий Иванович Синьков; 23 квітня 1915 — 1980-ті роки) — радянський військовий льотчик, в роки Другої світової війни — заступник командира — штурман ескадрильї 210-го штурмового авіаційного полку 230-ї штурмової авіаційної дивізії 4-ї повітряної армії, лейтенант. Герой Радянського Союзу (1944, позбавлений звання у 1948).

## Життєпис
Народився в місті Гатчина, нині — Ленінградської області Росії. Росіянин. У 1931 році закінчив Ржевський механічний технікум.
До лав РСЧА призваний у червні 1932 року. До жовтня 1939 року проходив військову службу авіаційним техніком у стройових частинах ВПС Харківського військового округу. У вересні 1941 року закінчив Балашовську військову авіаційну школу льотчиків і був залишений при школі на посаді льотчика-інструктора.
На фронтах німецько-радянської війни з грудня 1942 року: льотчик, старший льотчик, командир ланки, заступник командира ескадрильї, командир ескадрильї 210-го штурмового авіаційного полку. Воював на Закавказькому, Північно-Кавказькому фронтах і в Окремій Приморській армії.
До січня 1944 року здійснив 109 бойових вильотів на штурмовику Іл-2, в тому числі: на розвідку військ супротивника з бомбоскиданням і штурмовкою — 22, на поливання фосфором військ супротивника — 19, на штурмовку і бомбоскидання — 68 вильотів.
З вересня 1944 року — слухач Полтавських вищих офіцерських курсів штурманів ВПС. Після закінчення курсів у березні 1945 року — командир ескадрильї 537-го штурмового авіаційного полку на Далекому Сході. Учасник радянсько-японської війни у складі ВПС 1-го Далекосхідного фронту.
Продовжуючи військову службу на території Північної Кореї, 14 листопада 1945 року у стані алкогольного сп'яніння здійснив два тяжких злочини поспіль. 27 грудня того ж року Військовим трибуналом 9-ї повітряної армії за систематичне пияцтво, зґвалтування в присутності батьків під силою зброї 19-річної корейської дівчини і пограбування квартири корейського громадянина, засуджений до 7-ми років позбавлення волі і позбавлений військового звання «старший лейтенант».
Після відбуття терміну ув'язнення у 1952 році переїхав до Москви. Працював начальником підсобно-допоміжного виробництва тресту сантехнічних робіт. 16 травня 1957 року повторно засуджений до 5-ти років позбавлення волі за привласнення державних коштів на суму близько 3000 крб. і зловживання службовим становищем. У грудні того ж року бів помилуваний і достроково звільнений.
Мешкав у Москві. Працював інженером 5-го будинкоуправління Управління Військово-поітряної інженерної академії імені М. Є. Жуковського; з 1960 року — сантехніком в Інституті гематології і переливання крові; з 1970 року — слюсарем машинобудівного заводу «Стріла» ОКБ С. В. Ільюшина.
Неодноразово безрезультатно домагався відновлення у званні Героя Радянського Союзу. Помер на початку 1980-х років.

## Нагороди
Указом Президії Верховної Ради СРСР від 13 квітня 1944 року лейтенантові Синькову Анатолію Івановичу присвоєне звання Героя Радянського Союзу з врученням ордена Леніна і медалі «Золота Зірка» (№ 2189).
Також був нагороджений орденами Червоного Прапора (14.07.1943), Вітчизняної війни 1-го ступеня (31.01.1944), Червоної Зірки (14.04.1943) і медалями.
Указом Президії Верховної Ради СРСР від 26 жовтня 1948 року А. І. Синьков позбавлений звання Героя Радянського Союзу і всіх державних нагород.